# كالي ميهان
كالي ميهان (بالإنجليزية: Kali Meehan)‏ مواليد 9 مارس 1970 في أوكلاند، هو ملاكم نيوزلندي يصنف ضمن فئة الوزن الثقيل.

## إحصائيات
خاض خلال مسيرته 48 نزالا، فاز في 42 ولم يتعادل وخسر في 6. فاز بالضربة القاضية في 32 نزالا.

## روابط خارجية
- كالي ميهان على موقع بوكس ريك (الإنجليزية) (registration required)